# سیارک ۵۸۳۵
سیارک ۵۸۳۵ (به انگلیسی: 5835 Mainfranken، نامگذاری:1992SP24) پنج هزار و هشتصد و سی و پنجمین سیارک کشف شده‌است که در ۲۱ سپتامبر ۱۹۹۲ کشف شد.
قدر مطلق سیارک برابر ۱۲٫۹۰ است.